# 沃茲涅先卡 (海尼切斯克區)
46°15′35″N 34°13′28″E / 46.25972°N 34.22444°E
沃茲涅先卡（羅馬化：Voznesenka）是位於烏克蘭南部的村莊，由赫爾松州海尼切斯克區的新特羅伊齊克市鎮負責管轄。該村始建於1950年，面積47.2平方公里，海拔高度13米，2001年人口141，人口密度每平方公里3人。